# Mercury MR-4

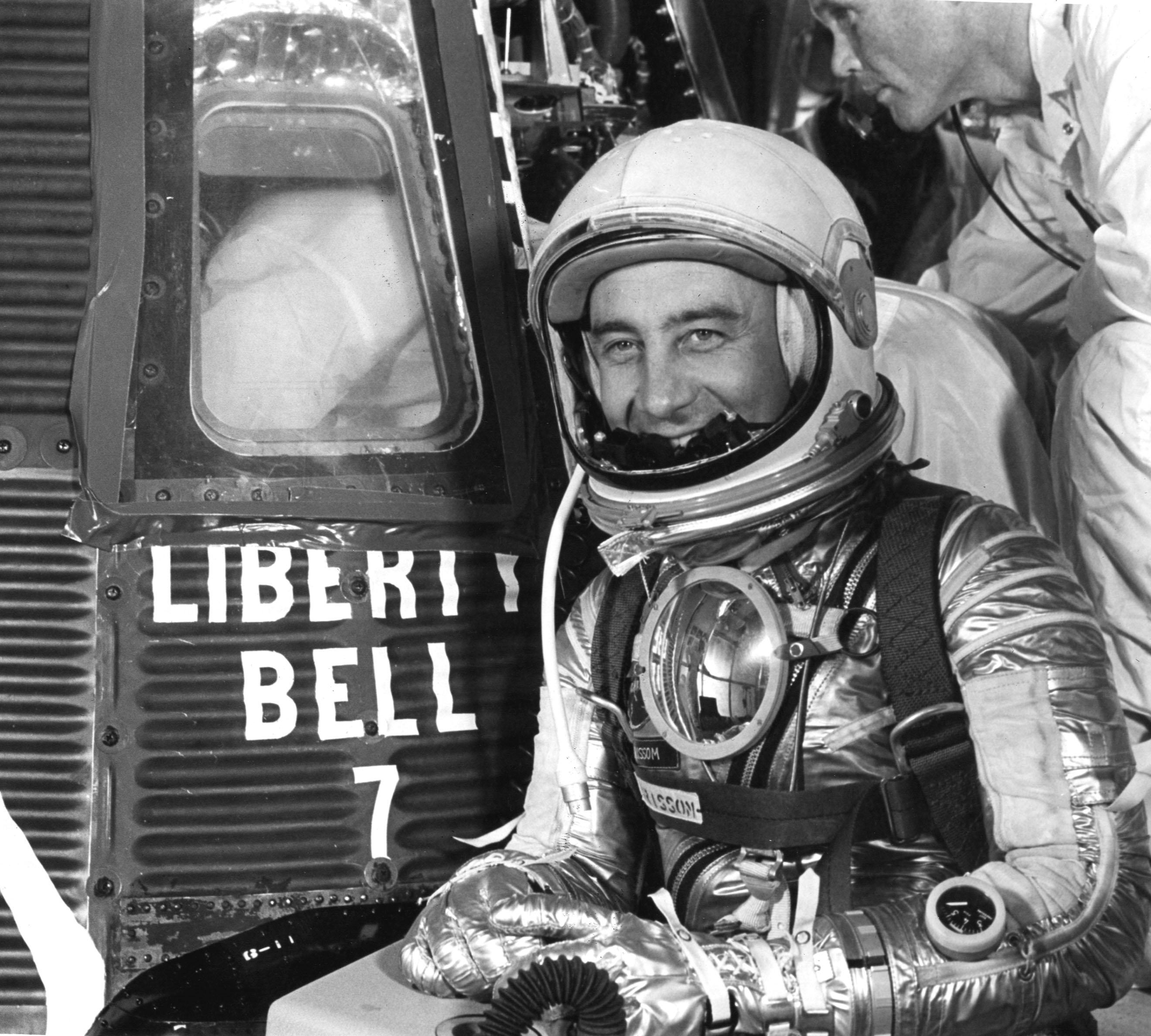
Virgil Grissom (Foto NASA)

Mercury MR-4 is de tweede bemande ruimtevlucht in het kader van het Amerikaanse Mercury programma. De capsule genaamd Liberty Bell 7 werd gelanceerd met een Redstone-raket.
Tijdens deze vlucht werd Virgil Grissom de tweede Amerikaan in de ruimte. Evenals Mercury MR-3 betrof dit een korte, zogenaamde ballistische vlucht, waarbij wel een hoogte van meer dan 100 km werd bereikt, dus het geldt als een officiële ruimtevlucht.
Na de landing in de Atlantische Oceaan werd het luik van de capsule geopend door bouten te laten exploderen. Dit gebeurde echter voortijdig. De capsule liep vol met zeewater en zonk. Grissom verliet op tijd de capsule en werd gered. Hij beweerde dat de bouten te vroeg af waren gegaan. Technici trokken dat echter in twijfel, en in het officiële rapport kwam te staan dat Grissom zelf verantwoordelijk was voor het verlies van de capsule. Technisch onderzoek heeft later echter uitgewezen dat dit niet waarschijnlijk was.
Enkele jaren later was er een luik dat juist te laat open ging, met het gevolg dat Grissom en twee andere bemanningsleden stierven tijdens de brand in de capsule van de Apollo 1.
De Liberty Bell lag jarenlang op een diepte van ruim 4500 meter op de bodem van de Atlantische Oceaan, totdat op 20 juli 1999 een team onder leiding van Curt Newport erin slaagde om de capsule te bergen. Het luik werd nooit terug gevonden. De Liberty Bell wordt nu tentoongesteld in Kansas Cosmosphere, Hutchinson, Kansas, Verenigde Staten.
Vluchtgegevens:
- lancering:
  - tijd: 21 juli 1961 12:20 GMT
  - plaats: Cape Canaveral Air Force Station, Verenigde Staten (lanceercomplex LC5)
- landing:
  - tijd: 21 juli 1961 12:35 GMT
  - plaats: 486 km ten Oosten van Cape Canaveral, Atlantische Oceaan
- duur van de vlucht: 0,011 dagen (0 dagen 0 uur 16 min)
- bemanning: Virgil Grissom (1e vlucht van 2 ruimtevluchten)